# Deroplatys angustata
Deroplatys angustata es una especie de mantis de la familia Mantidae.

## Distribución geográfica
Se encuentra en Birmania, Malasia, Sumatra, Java y Borneo.